# Lettonie aux Jeux olympiques d'été de 2008
La Lettonie participe aux Jeux olympiques d'été de 2008 à Pékin.

## Liste des médaillés lettons

### Médailles d'or
| Sport              | Discipline | Sportifs         | Performance |
| Médailles d'or : 1 |            |                  |             |
| BMX                | BMX (H)    | Māris Štrombergs | 36 s 190    |

### Médailles d'argent
| Sport                  | Discipline            | Sportifs      | Performance |
| Médailles d'argent : 1 |                       |               |             |
| Athlétisme             | Lancer du javelot (H) | Ainārs Kovals | 86,64 m     |

### Médailles de bronze
| Sport                   | Discipline         | Sportifs           | Performance |
| Médailles de bronze : 1 |                    |                    |             |
| Haltérophilie           | Plus de 105 kg (H) | Viktors Scerbatihs | 448 kg      |

## Athlètes engagés

### Athlétisme
Hommes
- 200m
  - Ronalds Arājs

- 800m
  - Dmitrijs Miļkevičs

- 3000m steeple
  - Valērijs Žolnerovičs

- 110m haies
  - Staņislavs Olijars

- 20km marche
  - Ingus Janevics

- 50km marche
  - Ingus Janevics
  - Igors Kazakēvičs

- Décathlon
  - Jānis Karlivāns

- Lancer de poids
  - Māris Urtāns

- Lancer de marteau
  - Igors Sokolovs

- Lancer du javelot
  - Ainārs Kovals
  - Ēriks Rags
  - Vadims Vasiļevskis

Femmes
- 3000m steeple
  - Inna Poluškina

- 400m haies
  - Ieva Zunda

- 20km marche
  - Jolanta Dukure

- Heptathlon
  - Aiga Grabuste

- Saut en longueur
  - Ineta Radēviča

- Lancer de javelot
  - Sinta Ozoliņa

#### Hommes
| Épreuve           | Athlète              | Séries      | Séries | Quarts de finale | Quarts de finale | Demi-finales | Demi-finales | Finale       | Finale            |
| Épreuve           | Athlète              | Résultat    | Rang   | Résultat         | Rang             | Résultat     | Rang         | Résultat     | Rang              |
| ----------------- | -------------------- | ----------- | ------ | ---------------- | ---------------- | ------------ | ------------ | ------------ | ----------------- |
| 200 mètres        | Ronalds Arājs        | 21.22       | 5e     | -                | -                | -            | -            | -            | -                 |
| 800 mètres        | Dmitrijs Miļkevičs   | 1min 47.12  | 4e     | -                | -                | -            | -            | -            | -                 |
| 110 mètres haies  | Staņislavs Olijars   | NP          | /      | -                | -                | -            | -            | -            | -                 |
| 3000m steeple     | Valerijs Zolnerovics | 8 min 37.65 | 10e    | -                | -                | -            | -            | -            | -                 |
| 50 km marche      | Ingus Janevics       | NC          | NC     | NC               | NC               | NC           | NC           | 4h 12 min 45 | 42e               |
| 50 km marche      | Igors Kazakevics     | NC          | NC     | NC               | NC               | NC           | NC           | 3h 52 min 38 | 16e               |
| Lancer du poids   | Māris Urtāns         | 19,57m      | 13e    | -                | -                | -            | -            | -            | -                 |
| Lancer du marteau | Igors Sokolovs       | 73,72m      | 9e     | -                | -                | -            | -            | -            | -                 |
| Lancer du javelot | Ēriks Rags           | 79,33m      | 7e     | -                | -                | -            | -            | -            | -                 |
| Lancer du javelot | Vadims Vasiļevskis   | 83,51m      | 1er Q  | NC               | NC               | NC           | NC           | 81,32m       | 9e                |
| Lancer du javelot | Ainārs Kovals        | 80,15m      | 2e Q   | NC               | NC               | NC           | NC           | 86,64m       | Médaille d'argent |
| Décathlon         | Jānis Karlivāns      | NC          | NC     | NC               | NC               | NC           | NC           | Abandon      | /                 |

#### Femmes
| Epreuve              | Athlète        | Séries       | Séries | Quarts de finale | Quarts de finale | Demi-finales | Demi-finales | Finale       | Finale |
| Epreuve              | Athlète        | Résultat     | Rang   | Résultat         | Rang             | Résultat     | Rang         | Résultat     | Rang   |
| -------------------- | -------------- | ------------ | ------ | ---------------- | ---------------- | ------------ | ------------ | ------------ | ------ |
| 400 mètres haies     | Ieva Zunda     | 57.43        | 5e     | -                | -                | -            | -            | -            | -      |
| 3 000 mètres steeple | Inna Poluskina | 10 min 18.60 | 14e    | -                | -                | -            | -            | -            | -      |
| 20 km marche         | Jolanta Dukure | NC           | NC     | NC               | NC               | NC           | NC           | 1h 41 min 03 | 41e    |
| Lancer du javelot    | Sinta Ozoliņa  | 60,13m       | 7e Q   | NC               | NC               | NC           | NC           | 53,38m       | 10e    |
| Heptathlon           | Aiga Grabuste  | NC           | NC     | NC               | NC               | NC           | NC           | 6050pts      | 19e    |

### Basket-ball
Femmes
- Elīna Babkina
- Gunta Baško
- Aija Brumermane
- Anda Eibele
- Zane Eglīte
- Liene Jansone
- Anete Jēkabsone-Žogota
- Dita Krumberga
- Ieva Kubliņa
- Aija Putniņa
- Zane Tamane
- Ieva Tāre

### Canoë-kayak
Hommes
- C-1 500 m
  - Miķelis Ežmalis

- C-1 1000 m
  - Miķelis Ežmalis

- K-2 500 m
  - Krists Straume et Kristaps Zaļupe

- K-2 1000 m
  - Krists Straume et Kristaps Zaļupe

| Athlète         | Compétition | Éliminatoires  | Éliminatoires | Demi-finales   | Demi-finales | Finale A       | Finale A |
| Athlète         | Compétition | Temps          | Rang          | Temps          | Rang         | Temps          | Rang     |
| --------------- | ----------- | -------------- | ------------- | -------------- | ------------ | -------------- | -------- |
| Krists Straume  | K2 500m     | 1 min 31 s 020 | 4e            | 1 min 32 s 649 | 4e           | -              | -        |
| Kristaps Zalupe | K2 500m     | 1 min 31 s 020 | 4e            | 1 min 32 s 649 | 4e           | -              | -        |
| Krists Straume  | K2 1000m    | 3 min 23 s 198 | 5e            | 3 min 23 s 408 | 1er          | 3 min 19 s 387 | 7e       |
| Kristaps Zalupe | K2 1000m    | 3 min 23 s 198 | 5e            | 3 min 23 s 408 | 1er          | 3 min 19 s 387 | 7e       |
| Mikelis Ezmalis | C1 500m     | 1 min 54 s 890 | 6e            | 1 min 56 s 907 | 6e           | -              | -        |
| Mikelis Ezmalis | C1 1000m    | 4 min 13 s 777 | 4e            | 4 min 16 s 820 | 9e           | -              | -        |

### Cyclisme

#### BMX
Hommes
- Māris Štrombergs
- Artūrs Matisons
- Ivo Lakučs

| Athlète          | Compétition | Qualifications | Qualifications | Quarts de finale | Quarts de finale | Quarts de finale | Quarts de finale | Quarts de finale | Demi-finales | Demi-finales | Demi-finales | Demi-finales | Demi-finales | Finale   | Finale        |
| Athlète          | Compétition | Résultat       | Rang           | Manche 1         | Manche 2         | Manche 3         | Total            | Rang             | Manche 1     | Manche 2     | Manche 3     | Total        | Rang         | Résultat | Rang          |
| ---------------- | ----------- | -------------- | -------------- | ---------------- | ---------------- | ---------------- | ---------------- | ---------------- | ------------ | ------------ | ------------ | ------------ | ------------ | -------- | ------------- |
| Māris Štrombergs | BMX hommes  | 35 s 910       | 2e             | 1                | 1                | 5                | 7                | 1er              | 1            | 1            | 1            | 3            | 1er          | 36 s 190 | Médaille d'or |
| Artūrs Matisons  | BMX hommes  | 36 s 072       | 4e             | 1                | 3                | 2                | 6                | 2e               | 6            | 8            | 8            | 22           | 7e           | -        | -             |
| Ivo Lakučs       | BMX hommes  | 36 s 509       | 16e            | 7                | 7                | 7                | 21               | 8e               | -            | -            | -            | -            | -            | -        | -             |

#### Route
- Course de route
  - Raivis Belohvoščiks
  - Gatis Smukulis
- Contre-la-montre
  - Raivis Belohvoščiks

| Athlète             | Compétition      | Temps         | Rang |
| ------------------- | ---------------- | ------------- | ---- |
| Gatis Smukulis      | Course en ligne  | 6 h 36 min 48 | 67e  |
| Raivis Belohvoščiks | Contre-la-montre | 1 h 08 min 54 | 35e  |

### Judo
Hommes
- 66-73 kg
  - Vsevolods Zeļonijs
- 90-100 kg
  - Jevgeņijs Borodavko

### Pentathlon moderne
Hommes
- Deniss Čerkovskis

Femmes
- Jeļena Rubļevska

### Tir
Hommes
- 25 m pistolet à feu rapide
  - Afanasijs Kuzmins (wild card)

### Natation
Hommes
- 100m papillon
  - Andrejs Dūda
- 100m libre
  - Romāns Miloslavskis
- 200m libre
  - Romāns Miloslavskis
- 200m quatre nages
  - Andrejs Dūda

### Tennis
Hommes
- Simple :
  - Ernests Gulbis

### Volleyball

#### Beach
Hommes
- Mārtiņš Pļaviņš et Aleksandrs Samoilovs

### Haltérophilie
Hommes
- + 105 kg :
  - Viktors Ščerbatihs